# Рословик, Джек
Джек Рословик (англ. Jack Roslovic; 29 января 1997, Колумбус) — американский хоккеист, нападающий клуба «Каролина Харрикейнз».

## Карьера

### Клубная

#### Юниорская
В 2013 году начал карьеру в USHL за юниорскую сборную США, играя за неё два сезона. Показывая хорошую статитстику, его называли перспективным игроком среди североамериканских хоккеистов.
В 2015 году был выбран в 1-м раунде под общим 25-м номером клубом «Виннипег Джетс». Следующий сезон он играл за «Майами Редхокс», команду представляющую Университет Майами, к которому присоединился ещё до драфта; набрал за сезон 26 очков (10+16).

#### НХЛ
18 июля 2016 года он подписал трёхлетний контракт новичка с «Виннипегом». Новый сезон он начал за фарм-клуб, «Манитоба Мус». Дебютировал в НХЛ 6 апреля 2017 года в матче с «Коламбусом», в котором «Джетс» одержали победу (5:4). После матча он вернулся в фарм-клуб, по итогам сезона он стал лидером команды, набрав 48 очков (13+35).
В следующем сезон он играл и за фарм-клуб и за «Виннипег», за который провёл 31 игру, набрав 14 очков (5+9).
2 февраля 2019 года в матче с «Анахаймом» оформил первый хет-трик в карьере.
По окончании сезона 2019/20 он стал ограниченно свободным агентом. 23 января 2021 года был обменян вместе с Патриком Лайне в «Коламбус Блю Джекетс» на Пьера-Люка Дюбуа и выбор в 3-м раунде на драфте 2022 года. В тот же день он подписал с командой двухлетний контракт.
8 марта 2024 года, в последний день дедлайна, был обменян в «Нью-Йорк Рейнджерс» на право выбора в четвёртом раунде драфта 2026 года.
4 июля 2024 года в качестве свободного агента подписал однолетний контракт с «Каролина Харрикейнз» на сумму $2,8 млн.

### Сборная
В составе юниорской сборной выигрывал ЮЧМ-2015; на турнире набрал 11 очков (6+5) и вошёл в четвёрку самых результативных игроков своей сборной.
В составе молодёжной сборной выиграл МЧМ-2017; на турнире набрал 2 очка (0+2).